# Mamy Blue (singolo di Ivana Spagna)
Mamy Blue è il singolo di debutto della cantante Ivana Spagna, pubblicato su 45 giri dall'etichetta discografica Dischi Ricordi nel 1971 per la prima versione italiana del successo omonimo di Herbert Pagani e Hubert Giraud, con b-side È finita la primavera; il 45 giri non ha successo, a causa del maggior riscontro della versione cantata da Dalida, per cui nell'anno successivo, il 1972, dopo un secondo 45 giri con una canzone scritta da Bruno Lauzi, Ari ari, con b-side Dio mai, la casa discografica non le rinnova il contratto.

## Successo e classifiche
Il brano viene portato al successo nel settembre 1971 dai Pop Tops arrivando primo in Germania e Svizzera per dieci settimane, in Francia per quattro settimane, in Norvegia per cinque settimane, nelle Fiandre in Belgio per quattro settimane ed in Italia per due settimane ed in terza posizione nei Paesi Bassi, portato poi al successo in Italia anche da Ricky Shayne che arriva al settimo posto in Germania. 
La versione inglese viene cantata da Roger Whittaker che arriva al quarto posto in Finlandia.
Sempre nel 1971 viene cantata anche da Johnny Dorelli.